# فرودگاه کراپیونیا
فرودگاه کراپیونیا (به انگلیسی: Krapivnya) یک فرودگاه نظامی است که یک باند فرود آسفالت دارد و طول باند آن ۱۵۵۰ متر است. این فرودگاه در کشور روسیه قرار دارد و در ارتفاع ۰ متری از سطح دریا واقع شده است.